# 入江町 (福島市)
入江町（いりえちょう）は、福島県福島市の町名。丁番を持たない単独町名である。郵便番号は960-8117。

## 地理
市の本庁所管にあたる中央東地域に属し、中心市街地の最北部に位置する。東西は福島市道豊田町八島町線（旧奥州街道）から祓川にかけて、南北は福島市道入江町7号線から福島市道入江町9号線にかけての約430mの範囲を町域とする。北で五十辺地区（東から松山町、岩谷、石田）と、東で八島町、南東で桜木町、南で松浪町、南西で春日町、北西で信夫山地区（北から小金山、鴇頭森）と隣接する。上町に所在する 福島警察署及び天神町に所在する福島消防署のそれぞれ管轄にあたる。

## 歴史
1940年代に従来の大字五十辺を廃し、地番呼称変更が行われ設置された。1964年に住居表示が実施され現在に至る。

## 世帯数と人口
2021年（令和3年）10月31日現在の世帯数と人口は以下の通りである。
| 町丁   | 世帯数  | 人口  |
| ------ | ------- | ----- |
| 入江町 | 303世帯 | 491人 |

## 小・中学校の学区
市立小・中学校に通う場合、学区は以下の通りとなる。
| 番地 | 小学校                 | 中学校                 |
| ---- | ---------------------- | ---------------------- |
| 全域 | 福島市立福島第三小学校 | 福島市立福島第三中学校 |

## 交通

### 鉄道
- 域内に鉄道施設は無い。

### 道路
- 国道4号北町バイパス
- 福島市道28号太平寺山口線
- 福島市道156号入江町桜木町線
- 福島市道豊田町八島町線（電車通り・旧奥州街道）

### バス
福島交通路線バス
日赤前
- 1番ポール
  - 伊達・上ヶ戸経由掛田駅前
  - 伊達経由保原
  - 伊達経由北福島医療センター
  - 伊達経由湯野
  - 信夫山循環4号線先回り
  - 大波経由掛田駅前
  - 宮代団地
  - 文知摺観音・大波経由掛田駅前
  - 月の輪台団地
  - 月の輪経由保原
  - 月の輪経由梁川
  - 月舘経由川俣
  - 本内経由田町（伊達）
  - 東部支所前経由月の輪台団地
  - 桑折
  - 藤田
- 2番ポール
  - 宮下町経由福島駅東口
  - 直通・バイパス経由医大
  - 福島駅東口

古関裕而記念館前・音楽堂
- 1番ポール
  - メロディバス

## 施設
- 福島市音楽堂
  - 福島市古関裕而記念館
- ヨークベニマル入江町店（福島赤十字病院跡地）